# Marianne Heemskerk
Marianne Heemskerk (n. 28 august 1944, Rotterdam, Țările de Jos) este o înotătoare ce a reprezentat Regatul Țărilor de Jos, medaliată olimpică. A participat la 2 ediții ale Jocurilor Olimpice (1960, 1964) în care a câștigat o medalie de argint.